# AL Comae Berenices
AL Comae Berenices è una stella variabile scoperta il 17 novembre 1961 dall'astronomo italiano Leonida Rosino: si tratta in effetti di un sistema binario, ossia un sistema stellare composto da due stelle che dà origine al fenomeno chiamato nova nana; questo specifico sistema fa parte delle variabili WZ Sagittae, un sottogruppo delle variabili SU Ursae Majoris (sigla UGSU o SU UMa). Il sistema stellare è posizionato nella volta celeste presso la galassia a spirale M88 (NGC 4501), questa vicinanza è solo apparente e casuale.

## Caratteristiche
Il sistema è composto da due stelle, una nana bianca e un'altra stella di cui non si conoscono le caratteristiche; in passato si riteneva che il sistema fosse costituito da due nane bianche costituenti una variabile AM Canum Venaticorum, ma oggi questa ipotesi non è più ritenuta valida. Attualmente si ritiene che la nana bianca sia una variabile DQ Herculis, ossia una nana bianca con un fortissimo campo magnetico, un periodo di rotazione di circa 42 minuti e un periodo di rivoluzione attorno al baricentro del sistema di circa 79,5 minuti; il periodo di rivoluzione è stato stimato da altri ricercatori in 81,6 minuti, studi più recenti danno valori compresi tra 87 e 90 minuti.
La nana bianca ha una temperatura di 16.300 K.
Il sistema è composto anche da un disco di accrescimento la cui instabilità è all'origine dei grandi aumenti di luminosità che costituiscono la peculiarità di questo tipo di variabile.

## Variazioni di luminosità
Il sistema stellare mostra, oltre alle variazioni di luminosità che hanno permesso di misurare il periodo di rotazione della nana bianca ed il periodo di rivoluzione delle due stelle attorno al baricentro comune, anche periodi di grande aumento di luminosità chiamati in inglese superoutburst: questi aumenti di luminosità portano la luminosità del sistema da 22,0 fino a 12,4, ossia un aumento di luminosità anche di oltre 8 magnitudini.
Il sistema stellare ha presentato aumenti di luminosità di grande ampiezza negli anni 1892, 1941, 1961, 1965, 1974, 1975, 1995, 2001, 2003, 2007, 2013-2014 e 2015: i primi due di questi aumenti di luminosità sono stati trovati nelle immagini di archivio. Il loro periodo medio, non regolare, è stimato in 6-7 anni. L'insieme di questi aumenti di luminosità mostra notevoli differenze negli intervalli tra eventi successivi: questo fatto è dovuto principalmente alla mancanza di copertura temporale nelle osservazioni del passato più remoto mentre per gli ultimi decenni la copertura temporale è pressoché completa; forse in futuro sarà possibile reperire altre immagini d'archivio in grado di riempire le lacune attuali.